# Chiesa di Santa Maria a Olmi
La chiesa di Santa Maria a Olmi si trova nel comune di Borgo San Lorenzo, all'inizio della via che dalla provinciale sagginalese porta alla frazione delle Salaiole.

## Storia e descrizione

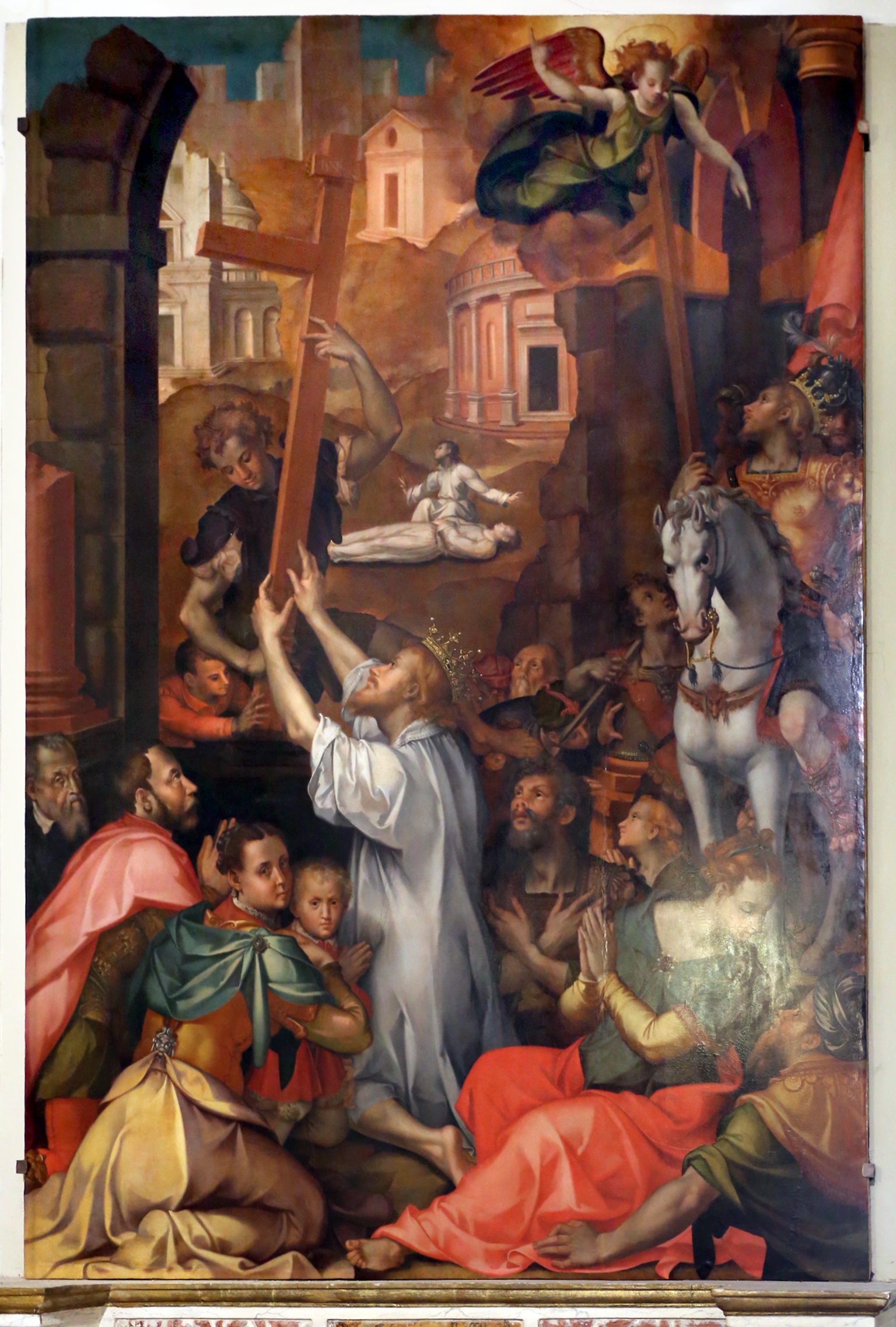
Carlo Portelli, Esaltazione della Croce

Le prime notizie certe risalgono all'XI secolo. Tra il 1560 e il 1570 tutto il complesso fu ristrutturato ed interessato dalle committente artistiche delle famiglie Parenti e Marucelli. Nel 1585 furono ospiti nell'elegante edificio accanto alla chiesa il granduca Francesco I de' Medici e Bianca Cappello, la quale fu ritratta ad affresco da Alessandro Allori; nel 1871 il ritratto fu staccato e ceduto alla Galleria degli Uffizi di Firenze. 
In questa chiesa fu priore Giuseppe Maria Brocchi e qui fu sepolto, dopo la sua morte avvenuta l'8 giugno 1751.
Ulteriori interventi di ampliamento furono eseguiti nel 1854 da Angiolo Cappiardi e ancora nei primi decenni del XX secolo.
All'interno si conservano diverse opere di pregio: quella più antica è un affresco trecentesco con la Madonna del Parto tra San Cristoforo e Sant'Antonio è racchiuso in un tabernacolo quattrocentesco in pietra. 
La pala con l'Assunta e i santi Giovanni Battista, Girolamo e il donatore, è uno dei frutti del rinnovamento tardo cinquecentesco: già attribuita ad Alessandro Allori, essa è invece riconducibile alla mano di Giovanni Brina, fu commissionata da Girolamo Marucelli ritratto nel dipinto (nel quale è anche il santo eponimo) ed è databile al 1569 - 1570 circa. Il dipinto fu forse eseguito per una scomparsa cappella dell'Assunzione che era nell'atrio e deriva dallo stesso soggetto in Ognissanti a Firenze, eseguita dalla bottega tosiniana. 
L'altra pala dello stesso momento, raffigurante Eraclio che riporta la vera croce a Gerusalemme di Carlo Portelli, firmata e datata 1569, fu realizzata per l'altare della famiglia Parenti. 
In chiesa è custodita anche, entrando sulla parete laterale sinistra, una lapide dedicata ai caduti della Grande Guerra del popolo di Olmi, composta su disegno dell'allora maestra Cesarina Cartacci con materiali decorativi provenienti dalle Fornaci San Lorenzo della Manifattura Chini.

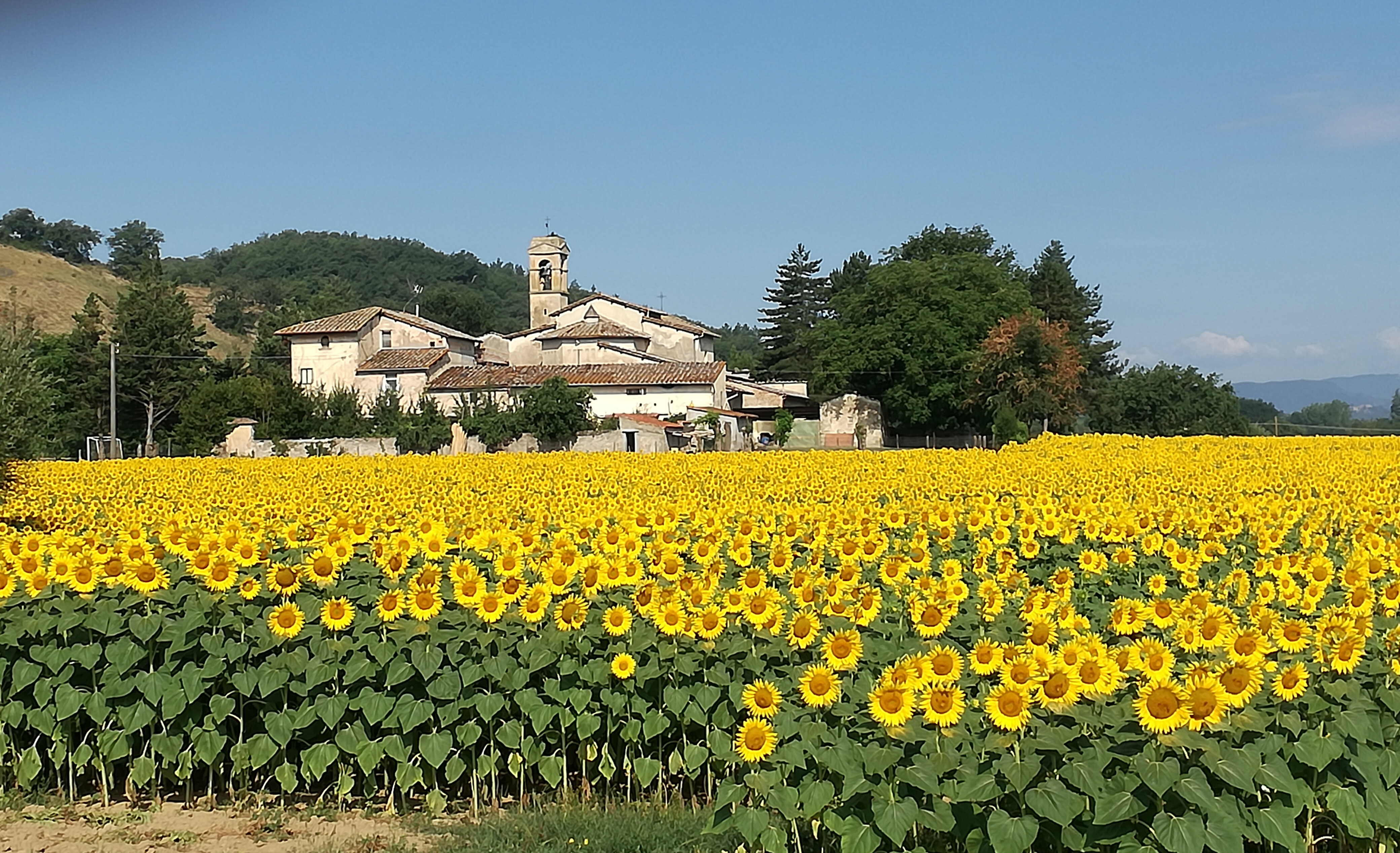
Chiesa di Santa Maria a Olmi